# On peut le dire sans se fâcher
Pour plus de détails, voir Fiche technique et Distribution.
On peut le dire sans se fâcher, aussi connu sous le titre La Belle Emmerdeuse, est un film français de Roger Coggio sorti en 1978.

## Synopsis
Pauline a l'intention de mettre fin à ses jours et prépare méticuleusement son suicide, mais elle rencontre Peppo, immigré italien, qui va la faire changer d'avis.

## Fiche technique
- Titre  original : On peut le dire sans se fâcher
- Titre alternatif (vidéo) : La Belle Emmerdeuse
- Réalisateur :Roger Coggio, assisté d'Emmanuel Clot
- Scénariste : Élisabeth Huppert, Roger Coggio
- Société de production :  Filmologies, Gerland Productions, Oliane Productions
- Producteur : Roger Coggio et Marie-Laure Reyre
- Montage :  Denise de Casabianca
- Ingénieur du son : Georges Prat
- Musique du film :  Michel Legrand
- Directeur de la photographie : Étienne Becker
- Coordinateur des cascades :  Alain Grellier et Daniel Perche
- Genre : comédie
- Durée : 91 minutes
- Date de sortie : 11 janvier 1978 (France)

## Distribution
- Élisabeth Huppert : Pauline
- Roger Coggio : Peppo
- Madeleine Robinson : Mère de Pauline
- Louisa Colpeyn : Mell Desmarais
- Jole Silvani : La mamma
- Adriana Innocenti : Bianca
- Jean Berger : Père de Pauline
- François Lalande : Mr. Macias
- Xavier Gélin : Un automobiliste
- Yvan Varco : Mr. Lamourette
- Teddy Bilis
- Micheline Bourday
- Ermanno Casanova
- Daniel Goldenberg
- Philippe Castelli
- Charles Charras
- Alain David
- Jean Degrave
- Paula Dehelly
- Colette Duval
- Viviane Essel
- Christian Girard
- Gisèle Grimm
- Gérard Hernandez
- Joëlle Landry
- Jean Lanier
- Marcel Laude
- Alain Le Grand
- Gil Lebastard
- Jean-Pierre Lituac
- Ada Lonati
- Robert Louis
- Gabriella Maione
- Aurora Maris
- Luisa Maris
- Laurence Mercier
- Daniel Moosmann
- Jean Péméja
- Yves Peneau
- Dominique Rabourdin
- Jean-Claude Robbe
- Michel Ruhl
- Yves Savel
- Jean Turpin
- Henri Viscogliosi